# Варшанд (Арад)
Варшанд (рум. Vărșand) насеље је у Румунији у округу Арад у општини Пилу. Oпштина се налази на надморској висини од 87 m.

## Становништво
Према подацима из 2002. године у насељу је живело 945 становника.

### Попис2002.
| Расподела становништва по националности 2002.‍ | Расподела становништва по националности 2002.‍ | Расподела становништва по националности 2002.‍ | Расподела становништва по националности 2002.‍ | Расподела становништва по националности 2002.‍ |
| --------------------------------------------- | --------------------------------------------- | --------------------------------------------- | --------------------------------------------- | --------------------------------------------- |
|                                               |                                               |                                               |                                               |                                               |
| Румуни                                        | Румуни                                        |                                               | 711                                           | 75,8%                                         |
| Мађари                                        | Мађари                                        |                                               | 116                                           | 12,4%                                         |
| Роми                                          | Роми                                          |                                               | 111                                           | 11,8%                                         |